# Rhogeessa aeneus
Rhogeessa aeneus é uma espécie de morcego da família Vespertilionidae. Pode ser encontrada apenas no México, onde está restrita a península de Iucatã.